# Löningen
Löningen község Németországban, Alsó-Szászországban, a Cloppenburgi járásban. Lakosainak száma 13 823 fő (2023. december 31.).

## Földrajza
Löningen Herzlake, Lähden, Werlte, Lindern, Lastrup, Essen, Menslage, Brokstreek, Ahausen és Herbergen községekkel határos.

## Testvértelepülések
- Wittenburg